# British Empire Trophy 1949
De British Empire Trophy 1949 was een autorace die werd gehouden op 22 mei 1949 op het circuit van Douglas op het eiland Man.

## Uitslag
| Positie | Rijder           | Team        | Ronden | Tijd/Opgave |
| ------- | ---------------- | ----------- | ------ | ----------- |
| 1       | Bob Gerard       | ERA         | 36     | 1:57:56     |
| 2       | John Horsfall    | ERA         | 36     | + 1:27      |
| 3       | Fred Ashmore     | Maserati    | 36     | + 1:31      |
| 4       | Cuth Harrison    | ERA         | 36     | + 3:01      |
| 5       | Peter Walker     | ERA         | 35     | + 1 ronde   |
| 6       | Tony Rolt        | Delahaye    | 35     | + 1 ronde   |
| 7       | David Hampshire  | ERA         | 34     | + 2 ronden  |
| 8       | Johnny Claes     | Talbot-Lago | 34     | + 2 ronden  |
| 9       | Geoffrey Ansell  | ERA         | 34     | + 2 ronden  |
| 10      | John Heath       | Alta        | 34     | + 2 ronden  |
| 11      | Geoff Richardson | RRA         | 32     | + 4 ronden  |
| 12      | Guy Jason-Henry  | Delahaye    | 32     | + 4 ronden  |
| 13      | George Nixon     | ERA         | 31     | + 5 ronden  |